# Grzegorz Świątek
Grzegorz Świątek (ur. 1964) – polski profesor nauk matematycznych, nauczyciel akademicki Politechniki Warszawskiej o specjalności naukowej układy dynamiczne. Dziekan Wydziału Matematyki i Nauk Informacyjnych PW w kadencji 2024–2028.

## Życiorys
W 1986 ukończył na Uniwersytecie Warszawskim studia na kierunku matematyka. W 1987 na podstawie rozprawy pt. Wymierne liczby obrotu dla przekształceń okręgu napisanej pod kierunkiem Michała Misiurewicza uzyskał na Wydziale Matematyki, Informatyki i Mechaniki Uniwersytetu Warszawskiego stopień naukowy doktora nauk matematycznych w dyscyplinie matematyka. Następnie wyjechał do USA, wykładał na Uniwersytecie Stanu Pensylwania.
W 1999 w Instytucie Matematycznym Polskiej Akademii Nauk na podstawie dorobku naukowego oraz monografii pt. Dynamika przekształceń gładkich w wymiarze 1 otrzymał stopień doktora habilitowanego nauk matematycznych w dyscyplinie matematyka. W 2003 nadano mu tytuł profesora nauk matematycznych.
Profesor zwyczajny Politechniki Warszawskiej zatrudniony na Wydziale Matematyki i Nauk Informacyjnych. W 2024 wybrany dziekanem tegoż wydziału w kadencji 2024–2028.
Członek Rady Doskonałości Naukowej w kadencji 2019–2023 i 2024–2027. Wcześniej był członkiem Centralnej Komisji do Spraw Stopni i Tytułów.
Swoje prace publikował m.in. w najbardziej prestiżowych czasopismach matematycznych świata: „Annals of Mathematics” i „Inventiones Mathematicae". W 1998 roku wygłosił wykład sekcyjny na Międzynarodowym Kongresie Matematyków w Berlinie, a w 2019 na konferencji Dynamics, Equations and Applications (DEA 2019).
Jest laureatem Nagrody im. Stefana Banacha (2007) za prace z lat 2004–2005 dotyczące iteracji funkcji jednej zmiennej rzeczywistej lub zespolonej. W 2016 został odznaczony Złotym Krzyżem Zasługi.